# Scobâlțeni, Iași
Scobâlțeni este un sat ce aparține orașului Podu Iloaiei din județul Iași, Moldova, România.
În al doilea război mondial lângă Scobâlțeni a avut loc la 20 august 1944 cea mai mare bătălie de tancuri între români și sovietici. Divizia 1 Blindate condusă de generalul Radu Korne, dotată cu tancuri germane (modele din 1941) a angajat în luptă tancurile sovietice (pornite în ofensiva Iași - Chișinău) și a distrus 60 blindate pierzând 30. După o zi de lupte, divizia s-a retras spre Roman prin Mădârjac. Retragerea diviziei a coincis cu prăbușirea frontului din Moldova și a dus la arestarea lui Antonescu și la întoarcerea armelor. Divizia lui Radu Korne era singura speranță a aliaților germano-români pe frontul Iași-Chișinău după mutarea tuturor diviziilor de tancuri germane din Moldova în Polonia în iunie 1944. Prăbușirea frontului a dus la ieșirea din război a României, Bulgariei și la retragerea trupelor Germaniei din Creta și apoi din toată Grecia.